# José Antônio da Costa Porto
José Antônio da Costa Porto, mais conhecido como Costa Porto (Canhotinho, 13 de junho de 1909 — Recife, 3 de dezembro de 1984) foi um advogado, jornalista, historiador e político brasileiro.
Cursou humanidades no Seminário de Olinda, bacharelando-se em ciências jurídicas e sociais na Faculdade de Direito do Recife, em 1941. Seguiu a carreira jornalística, tendo trabalhado inicialmente no Jornal do Commercio, passando mais tarde a superintender os Diários Associados no Recife. Ingressou também na vida política, sendo um dos fundadores do Partido Liberador no estado. Elegeu-se deputado federal e participou dos trabalhos da Assembleia Constituinte de 1946. Foi Ministro da Agricultura, no governo Café Filho, presidente do Banco do Nordeste (1954) e do Banco do Estado de Pernambuco (1965). Autor de extensa bibliografia, trouxe contribuições definitivas ao entendimento da evolução do pensamento brasileiro.

## Formação
- Filosofia, Teologia e Direito Canônico - Seminário de Olinda[3]
- Ciências Jurídicas e Sociais - Faculdade de Direito do Recife[3][2]

## Atividades docentes
- História da Filosofia e da Literatura
- Direito Administrativo
- Direito Romano [2]
- Teoria Geral do Estado

## Cargos públicos
- Promotor Público de Pernambuco [2][1]
- Diretor do Departamento de Assistência ao Cooperativismo de Pernambuco
- Presidente do Banco do Nordeste
- Presidente do Banco de Desenvolvimento do Estado de Pernambuco - BANDEPE
- Assessor da Associação Comercial de Pernambuco
- Membro do Conselho técnico do Instituto Brasileiro de Reforma Agrária - IBRA
- Procurador geral do Instituto Brasileiro do Café - IBC [3]
- Oficial de gabinete da Secretaria de Agricultura de Pernambuco
- Secretário da Prefeitura do Recife [3]
- Diretor do Departamento de Assistência às Cooperativas do Estado de Pernambuco
- Presidente do Banco do Nordeste [2]

## Atividades como jornalista
- Redator do Jornal do Commercio [3]
- Redator do Jornal Pequeno [2]
- Redator da Folha da Manhã [3]
- Redator chefe e Diretor do Diario de Pernambuco
- Diretor da TV Universitária, da UFPE

## Atividades literárias
- Membro da Academia Pernambucana de Letras (Cadeira 5, eleito em 1954) [3]
- Membro do Instituto Arqueológico, Histórico e Geográfico Pernambucano [3]

## Livros publicados = 25
- Pinheiro Machado e seu tempo, 1951, Livraria José Olympio Editora.

2ª. ed.), 1985, L&PM / Instituto Nacional do Livro;
- História da Restauração Pernambucana,1953, Recife-PE, Departamento de Documentação e Cultura da Prefeitura do Recife;
- Da pátria potestas, 1954, Recife-PE, UFPE - Editora Universitária. Tese com que se apresenta a concurso para a livre docência de Direito Romano, na Faculdade de Direito, da Universidade do Recife (UFPE).

- Do nexum, 1957, Recife-PE, UFPE - Editora Universitária. Tese com que se apresenta a concurso para a livre docência de Direito Romano, na Faculdade de Direito, da Universidade do Recife (UFPE).
- O pastoreio na formação do Nordeste, 1959, Rio de Janeiro-RJ, MEC Ministério da Educação e Cultura - Imprensa Nacional;
- Duarte Coelho, 1961, Brasil, MEC Ministério da Educação e Cultura - Imprensa Nacional;
- Estudo sobre sistema sesmarial no Brasil, 1965, Recife-PE, UFPE - Imprensa Universitária.  2ª edição em 1985, pela Editora UnB, Brasília-DF;
- Os tempos de Barbosa Lima, 1966, Recife-PE, Imprensa Oficial - Coleção Concórdia.  reedição em 1985, Ed. Itatiaia - USP, Belo Horizonte;
- Nos tempos do visitador, 1968, Recife-PE, UFPE Universidade Federal de Pernambuco;
- Estatuto das vilas do Brasil Colonial, 1970, Recife-PE;
- Os tempos de Rosa e Silva, 1970, Recife-PE, UFPE - Editora Universitária;
- Os tempos de Dantas Barreto, 1973, Recife-PE, UFPE - Editora Universitária;
- O Marquês de Olinda e seu tempo, 1974, Recife-PE, Conselho Estadual de Cultura e impresso na UFPE.  reedição em 1985, Ed. Itatiaia - USP, Belo Horizonte;
- Pequena história da Confederação do Equador, 1974, Recife-PE, Sec. de Educação do Estado de Pernambuco - Departamento de Cultura;
- A propósito das terras devolutas, 1975, Caruaru-PE;
- Os tempos de Estácio Coimbra, 1977, Recife-PE, UFPE - Editora Universitária;
- Os tempos de Lima Cavalcanti, 1977, Recife-PE, Sec. de Educação do Estado de Pernambuco;
- Canhotinho (PE) - notas sobre suas origens e evolução política, 1978, Recife-PE, Secretaria de Planejamento de Pernambuco, FIAM - Centro de Estudos de História Municipal;
- Os tempos de Duarte Coelho, 1978, Recife-PE, Sec. de Educação e Cultura - Departamento de Cultura do Governo de Pernambuco;
- Os tempos de Gervásio Pires, 1978,  Recife-PE, UFPE - Editora Universitária;
- Livreto-Reportagem: A experiência de Tiriri “E a abóbada não caiu”, 1980, Recife-PE;
- Os tempos da Praieira, 1981, Recife-PE, Prefeitura Municipal do Recife-Fundação de Cultura;
- Formação territorial do Brasil, 1982, Brasília - DF, Ministério da Justiça - Fundação Petrônio Portella;
- O açúcar num documento colonial, 1984, Recife-PE, Secretaria de Justiça de Pernambuco, FIAM - Centro de Estudos de História Municipal;
- Os tempos da República Velha, 1986, Recife-PE, FUNDARPE - Fundação do Patrimônio Histórico e Artístico de Pernambuco.

## Atividades políticas
- Deputado federal por Pernambuco - 1946 - 1950 [2]
- Constituinte de 1946 [2]
- Ministro da Agricultura no governo Café Filho, de 31 de agosto de 1954 a 3 de maio de 1955 [2]

Na Assembleia Constituinte de 1946, apresentou uma emenda, dando aos estados o direito de legislar supletivamente sobre o cooperativismo, e defendeu a denominação de Língua portuguesa ao idioma falado no Brasil.